# Grantiopsis vosmaeri
Grantiopsis vosmaeri är en svampdjursart som först beskrevs av Arthur Dendy 1893.  Grantiopsis vosmaeri ingår i släktet Grantiopsis och familjen Lelapiidae. Inga underarter finns listade i Catalogue of Life.